# A zsidóság Magyarországon
A magyarországi zsidók, a Magyarországon élő zsidóság, mint közösség számát napjainkban 75–100 ezerre teszik. Nagy részük Budapesten él. A magyarországi zsidóság vallási-kulturális közösség, nem tartozik a hivatalosan elismert nemzetiségek közé.

## Történelem
A zsidóknak hazánk területén való honfoglalás előtti jelenlétét, zsidó közösségek működését leletek tanúsítják. Az Intercisa nevű település (Dunaújváros/Dunapentele) maradványai közt például egy olyan fogadalmi táblát tártak fel, melyet 222–235 táján egy Cosmius nevű vámállomásfőnök (praepositus stationis) állított Alexander Severus császár és anyja tiszteletére. Cosmius a tábla tanúsága szerint „a zsidók zsinagógájának elnöke”. Egyes történészek szerint azonban az 5. század közepére a nagyobb számú zsidó jelenlét a barbár törzsek támadásai miatt a térségben megszűnik. Hihető, bár tényadatokkal alá nem támasztott feltételezés, hogy a honfoglaló magyarokkal is érkeztek zsidók. Ennek alapját az képezi, hogy egy kazár törzs (fekete magyarok, kabarok) is érkezett Árpáddal, márpedig a Kazár Birodalomban a társadalom egy jelentős része, elsősorban a nemesi réteg i. sz. 750 körül, Obádia nagykán döntése nyomán felvette a zsidó vallást.
A magyar nyelvben a zsidó szó szláv eredetű, és a 13. századi Ómagyar Mária-siralomban fordul elő először a Sydou alakban.
Az Árpád-házi királyok alatt több-kevesebb megszorítással, de a korabeli európai viszonyoknál biztonságosabb körülmények között élhettek Magyarországon a zsidók. III. Béla királysága alatt igen sok zsidó, elsősorban kézművesek érkeztek Bizáncból. Ebből a korból való IV. Béla 1251-ben kiadott híres zsidó kiváltságlevele, amelyet a középkori magyar királyság fennállása alatt az egymást követő uralkodók megerősítettek. Ennek lényege, hogy a zsidók a király kamaraszolgái, a kincstárnak adóznak, az pedig biztosítja jogvédelmüket. A zsidók kereskedelemmel, pénzügyletekkel foglalkoztak, a királyi udvar nemegyszer vette igénybe pénzüket, szakértelmüket.

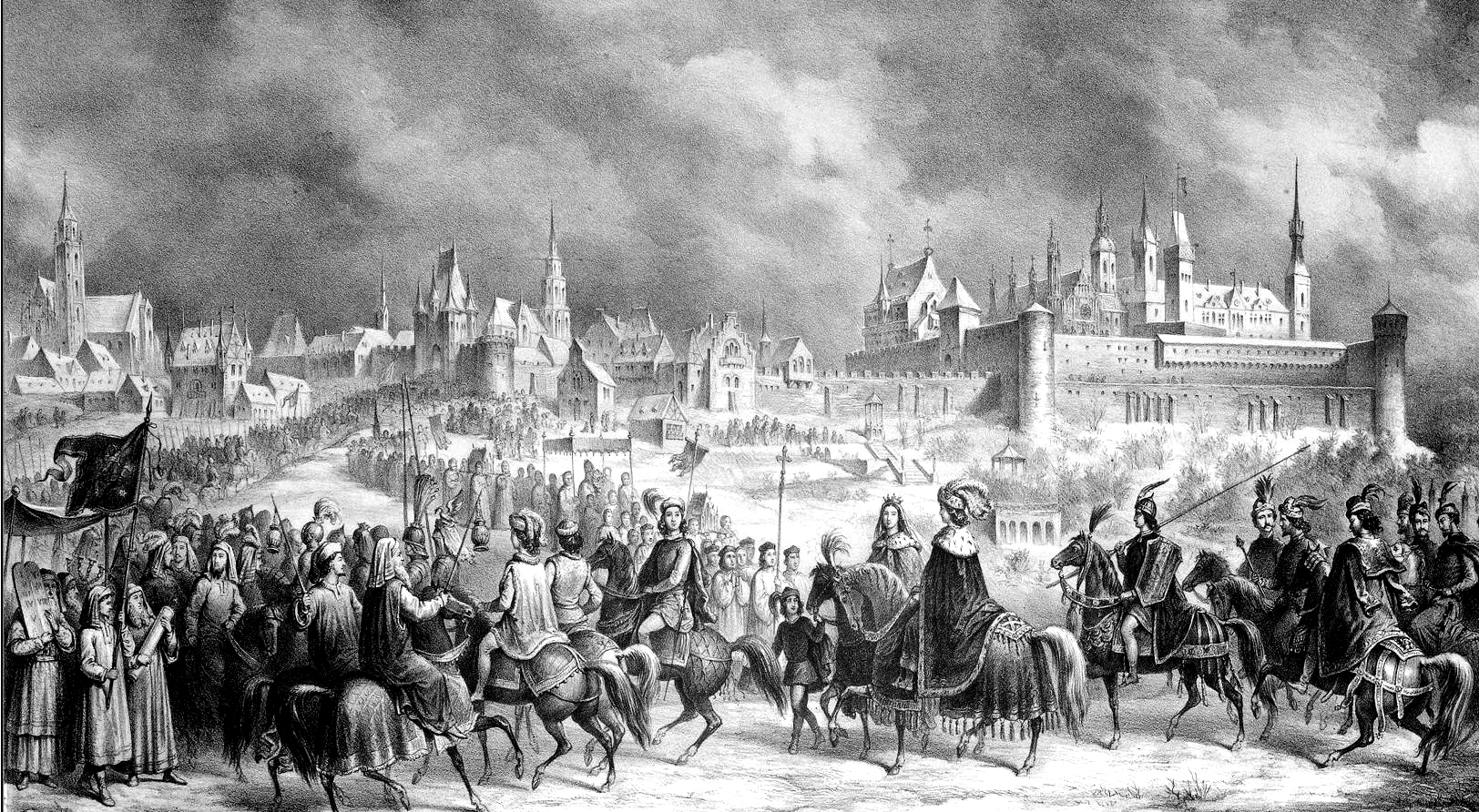
Vízkelety Béla kőrajza 1864-ből: Mátyás és Beatrix bevonulása Budára 1476-ban. A kép bal szélén Mendel Jakab, a zsidók „prefektusa”. Kezében a Tóra, azaz Mózes öt könyve

A 15. században a megerősödő városokba egyre több zsidó költözött, kialakultak a „történelmi hitközségek” (Buda, Óbuda, Esztergom, Sopron, Tata). A középkori magyarországi zsidóság virágkora Mátyás király uralkodásának idején volt. Mátyás létrehozta a zsidó prefektus (elöljáró) országos hatáskörű hivatalát. Élére Mendel Jakabot állította, aki képviselte a zsidóság érdekeit, és felügyelte a király számára fizetendő adók beszedését.
A törökök győzelme után a három részre szakadt Magyarországon különböző sors jutott a zsidó lakosságnak.
A királyi Magyarország jelentéktelen lélekszámú zsidóját gyakran üldözték, néhány városból kitiltották őket. A török hódoltság területén ezzel szemben nyugodtan élhettek. A 17. század közepén a török kori Buda zsidóságát az egyik legjelentősebb európai zsidó közösségként tartották számon. Az Erdélyi Fejedelemségben szintén viszonylag nyugodtan élhettek és dolgozhattak. Az 1623. június 18-án Kolozsvárott kelt oklevelével Bethlen Gábor engedélyezte a zsidók letelepedését, szabad kereskedését és vallásgyakorlását Erdélyben, s a szokásos zsidójel viselésétől is mentesítette őket. A török kiűzése során az addig virágzó magyarországi zsidó közösségek vagy a vérengzések áldozatául estek, vagy elmenekültek.
A 18. században német nyelvű askenázi zsidók vándoroltak be Magyarországra elsősorban Csehország és Németország területéről. 1769-ben mintegy 20 000, 1787-ben már kb. 80 000 főre tehető a számuk. Mezőgazdasági termékkereskedelemmel foglalkoztak, ők értékesítették a nagybirtokok, falvak termékeit, a bort, búzát, bőrt stb. Előbb a nagybirtokközpontokban, majd a kereskedelmi utak csomópontjában kialakuló, megerősödő városokban telepedtek le, végül II. József császár 1781-ben kiadott türelmi rendelete lehetővé tette a szabad királyi városokba történő beköltözést, az iskoláztatást, az iparűzést, a földvásárlást.

### 19. század
A magyarországi zsidóság a reformkor idején egy nem túl népes, jómódú városi népcsoport volt. Az 1830-as évektől azonban már a jóval szegényebb kelet-európai zsidóság első csoportjai is megjelentek az ország területén.
1848. március 17-én a „magyarországi és erdélyi zsidók képviselete” üdvözölte a magyar forradalmat. Zsidók is részt vettek a megalakuló Közcsendi Bizottmányban és a nemzetőrségben. A gazdag zsidó családok jelentős anyagi támogatással segítették a szabadságharcot. A honvédseregekben szolgálatot teljesítő zsidók számát mintegy 20 ezerre becsülték, ami messze számarányuk feletti részvételt jelent. Ennek elismeréseképpen tartotta kötelességének a Szemere-kormány és a nemzetgyűlés, hogy a szabadságharc végnapjaiban, 1849. július 28-án Szegeden határozatban mondja ki a zsidók polgári és politikai egyenjogúsítását. E határozat azonban a szabadságharc veresége miatt nem léphetett érvénybe.

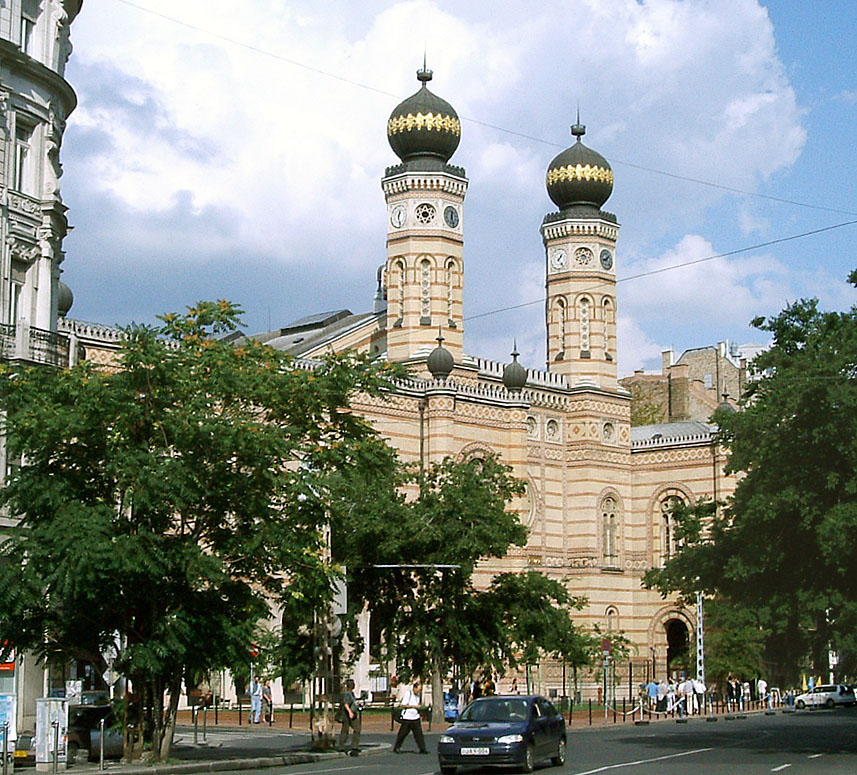
Az 1859-ben épült budapesti Dohány utcai zsinagóga

Magyarország újabb kori történetének legnagyobb arányú bevándorlása a kelet-európai zsidóság érkezése volt, amely a 19. század második felében vált tömeges méretűvé. Az új bevándorlók igen szegény, nagyrészt falusi életmódú és földműveléssel is foglalkozó, jiddis nyelven beszélő askenázi zsidók voltak a Monarchia fennhatósága alá tartozó Galíciából és az Orosz Birodalom területéről. A bevándorlókat a reformkor és szabadságharc örökségét folytató liberális politikai-társadalmi légkör, a hatalmas gazdasági fejlődés, a kínálkozó jobb megélhetés vonzotta Magyarországra.
Az 1891-es népszámlálási adatok szerint a zsidóság lélekszáma a Magyar Királyság teljes területén 612 803 fő, a Magyar Királyság lakossága Horvátországgal együtt 17 318 794 fő. A zsidó diaszpóra a társadalom 3,54%-át jelentette.

#### Asszimiláció
A 19. század végén erőteljessé vált a magyarországi nemzetiségi származásúak önkéntes magyarrá válása. Különösen a felemelkedő zsidó és német kisebbségek tagjai választották a magyarsághoz való asszimilálódást. Más európai országokban nem zajlott le a zsidóságnak ilyen tömeges méretű összeolvadása a többségi keresztény társadalommal, másutt erősen elkülönülő vallási és egyben etnikai kisebbség maradtak. Bár Németországban és Ausztriában már valamivel korábban megindult egy hasonló asszimilációs folyamat, ezekben az országokban a többségi társadalom gyakran igen elutasító volt, ami valamennyire továbbra is fenntartotta a zsidóság hagyományos elkülönülését. Magyarországon ezzel szemben az újonnan meginduló nagyvárosi fejlődés, a többségi társadalom befogadó hozzáállása, a modern nemzetállam megteremtését a nemzetiségek tömeges beolvadásával elképzelő hivatalos politika a zsidóság számára is lehetőséget biztosított az egyenlő társadalmi érvényesülésre és a magyar nemzethez való tartozásra. A kiegyezést követően Eötvös József vallásügyi miniszter liberális reformjai között az egyik legelső a zsidók teljes egyenjogúsításáról szóló 1867. évi XVII. törvénycikk volt. Eötvös létrehozta az izraelita kongresszust is, hogy a zsidók saját kezükbe vehessék az egyházi és iskolai ügyeik vezetését.
A 19. század végének liberális légkörében a magyarországi zsidóság körében igen sokan valóban magyarrá váltak, a nemzethez tartozónak érezték magukat. Világviszonylatban is egyedülálló jelenségként megszületett a neológ zsidó vallás. A neológ zsinagógákban magyar nyelven tartották az istentiszteleteket. A zsidóság 1895-től törvény szerint is a magyar nemzeten belüli egyik vallási felekezet lett, tehát valaki éppúgy lehetett izraelita vallású magyar, mint katolikus vagy református vallású magyar. A magyarországi, főleg városi zsidóságnak csak kisebb része tartott ki a hagyományos zsidó vallás mellett (ortodox, illetve statusquoante irányzat), megőrizve nemzetiségi, etnikai elkülönülését. A döntő többség a neológ felekezethez csatlakozott, a fővárosi zsidóságnak például közel a háromnegyede. A századfordulótól sokan magyar vagy – szintén a magyarrá válás útját járó – német (sváb) házastársat választottak, gyermekeiket megkeresztelték. A 20. századra az izraelita vallású magyarság így olyan mértékben keveredett a keresztény vallásúakkal és olyan építő részévé vált a magyar társadalomnak és kultúrának, hogy nem lehetett többé attól elválasztani. A mai magyarok közül – különösen városban – sokaknak vannak zsidók a felmenői között, ahogyan németek, szlávok és más nemzetiségűek is.

#### Híres magyarországi zsidók a 19. században
A leghíresebb magyarországi zsidók közé tartoztak Lőw Lipót szegedi főrabbi, Teitelbaum Mózes sátoraljaújhelyi rabbi, Herzl Tivadar újságíró, a cionizmus alapítója, Ballagi Mór nyelvész, Rózsavölgyi Márk zenész, Vámbéry Ármin orientalista, Kiss József költő és Beck Vilma írónő, kém. Weiss Manfréd gyáros a csepeli gyártelep (a későbbi Csepel Vas- és Fémművek) megalapítója.

#### Antiszemitizmus a 19. században
Az antiszemitizmus első országos figyelmet keltő megnyilvánulása a tiszaeszlári per volt. 1882. április 1-jén eltűnt fiatal keresztény szolgálólány ügyében vérváddal (rituális gyilkosság vádjával) illették a helyi zsidókat. A per 1883-ban zajlott le. Eötvös Károly és ügyvédtársai küzdelmének eredményeként az ügy végül a vádlottak felmentésével végződött.

### 20. század
|                                        | 1890       | 1900       | 1910       |
| -------------------------------------- | ---------- | ---------- | ---------- |
| Magyarország Horvátország nélkül       | 15 162 988 | 16 838 255 | 18 264 533 |
| Izraelita lakosság Horvátország nélkül | 707 961    | 831 162    | 911 227    |
| Izraelita lakosság aránya              | 4,67%      | 4,94%      | 4,99%      |

A Magyar Királyság teljes területén a zsidóság lélekszáma 932 458 fő volt. A Magyar Királyság lakossága ekkor Horvátországgal együtt 20 836 681 fő. A zsidó diaszpóra tehát a társadalom 4,47%-át jelentette. Az izraelita vallásúak 75,7%-a jelölte meg a magyart az anyanyelvének, ami jóval meghaladta például a katolikusok közül a magyar anyanyelvűek arányát.
A kereskedők 61%-a, a nyomdászok 58%-a, az orvosok 48,5%-a, a kocsmárosok 42%-a, a pékek 24%-a, a hentesek 24%-a, a szabók 21%-a, a cipészek 9%-a volt zsidó 1910-ben. Az 1893-1913 időszakban a gimnáziumok tanulóinak 20%-a, míg a reáliskolák tanulóinak 37%-a volt izraelita. 1913-ban a budapesti Tudományegyetem diákjainak 34,1%-a és a Műegyetem diákjainak 31,9%-a volt izraelita. (1920-as adat szerint a kisebb ország újságíróinak 34%-a, zenei előadóművészeinek 24,5%-a, színészeinek 23%-a, festőinek és szobrászainak 17%-a volt zsidó. Ugyancsak 1920-as adat, hogy a gyárak tulajdonosainak 40,5%-a, és az 1000 holdnál nagyobb birtokok tulajdonosainak 19,6%-a volt zsidó.)
A zsidó lakosság 3,1%-a volt gyáros vagy 100 holdnál nagyobb földbirtokos, 3,2%-a 100 holdnál kisebb birtokos volt, 34,4%-a volt munkás, és 59,3%-a volt önálló vagy alkalmazott.
A következő rendezett tanácsú vagy törvényhatósági jogú városokban haladta meg a zsidóság száma az öt százalékot
(Ha az 1944-es népirtás idején a város nem tartozott Magyarországhoz, azt jelöljük a SK=Szlovákia, RO=Románia, HR=Horvátország, DE=Németország rövidítésekkel)
- Munkács (Mukacseve) 44,4%,
- Máramarossziget (Sighetu Marmației) 37,4%,
- Ungvár (Uzshorod) 31,4%, Bártfa (Bardejov, SK) 30,4%, Beregszász (Berehove) 30,2%,
- Sátoraljaújhely 28,7% ,
- Nagyvárad (Oradea) 23,6%, Budapest 23,1%, Nyitra (Nitra, SK) 22,4%,
- Szilágysomlyó (Şimleu Silvaniei) 20,9%, Bánffyhunyad (Huedin) 20,7%, Szatmárnémeti (Satu Mare) 20,6%, Miskolc 20,0%,
- Dés (Dej) 18,9%, Újpest, most Budapest része 18,4%,
- Trencsén (Trenčín, SK) 16,7%, Késmárk (Kežmarok, SK) 16,6%, Losonc (Lučenec) 16,5%, Eperjes (Prešov, SK) 16,4%, Zsolna (Žilina, SK) 16,0%,
- Nagykároly (Carei) 15,5%, Pápa 15,3%, Kassa (Košice) 15,2%,
- Léva (Levice) 14,3%, Nagyszombat (Trnava, SK) 14,0%,
- Kaposvár 13,9%, Gyulafehérvár (Alba Iulia, RO) 13,7%, Kisszeben (Sabinov, SK) 13,3%, Poprád (Poprad, SK) 13,0%,
- Nagykanizsa 12,7%, Győr 12,6%, Gyöngyös 12,6%, Zalaegerszeg 12,4%, Szepesváralja (Spišské Podhradie, SK) 12,4%,
- Hátszeg (Hațeg) 11,8%, Besztercebánya (Banská Bystrica) 11,7%, Kolozsvár (Cluj-Napoca) 11,6% *{Sanz-Klausenburg}Xn, Szamosújvár (Gherla) 11,3%, Vác 11,2%,
- Beszterce (Bistriţa) 10,9%, Nagybánya (Baia Mare) 10,9%, Szászrégen (Reghin) 10,8%, Komárom 10,7% Nx, Pozsony (Bratislava, SK) 10,5%, Nyíregyháza 10,2%, Szombathely 10,1%, Arad (Arad, RO) 10,0%, Rimaszombat (Rimavská Sobota) 10,0%,
- Baja 9,9%, Eger 9,5%, Érsekújvár (Nové Zámky) 9,5%, Lőcse (Levoča, SK) 9,5%, Lugos (Lugoj, RO) 9,5%, Temesvár (Timișoara, RO) 9,3%, Dicsőszentmárton (Târnăveni, RO) 9,2%, Debrecen 9,1%, Déva (Deva, RO) 9,1%,
- Marosvásárhely (Târgu Mureş) 8,7%, Rózsahegy (Ružomberok, SK) 8,7%, Veszprém 8,6%, Székesfehérvár 8,3%, Pécs 8,1%,
- Fogaras (Făgăraş, RO) 7,8%, Rozsnyó (Rožňava) 7,5%, Jolsva (Jelšava) 7,5%, Bazin (Pezinok, SK) 7,5%, Szolnok 7,2%,
- Újvidék (Novi Sad) 6,9%, Zólyom (Zvolen, SK) 6,9%, Sopron 6,7%, Nagyrőce (Revúca) 6,7%, Körmöcbánya (Kremnica, SK) 6,6%, Csíkszereda (Miercurea-Ciuc) 6,5%, Kolozs (Cojocna) 6,5%, Igló (Spišská Nová Ves, SK) 6,3%, Felsőbánya (Baia Sprie) 6,1%, Szepesbéla (Spišská Belá SL) 6,1%, Hajdúnánás 6,0%,
- Szeged 5,8%, Makó 5,5% Xn, Kismarton (Eisenstadt, DE) 5,5%, Szekszárd 5,6%, Zilah (Zalău) 5,2%, Karánsebes (Caransebeş RO) 5,2%, Esztergom 5,1%.

Egyéb városok és falvak jelentős zsidó lakossággal 1910-ben (a lista nem teljes):
- Alsókismartonhegy (ma Eisenstadt része, DE) 79,3%, Faluszlatina (Solotvyno) 47,6%, Sztropkó (Stropkov SK) 44,1%, Dunaszerdahely (Dunajská Streda) 43,6%, Alsóverecke (Nizhni Vorota) 41,3%,
- Visóoroszi (Ruscova) 37,5%, Homonna (Humenné SK) 34,8%, Tiszaújlak (Vilok) 34,8%, Nagyberezna (Veliky Berezny) 34,5%,
- Hunfalva (Huncovce SK) 33,2%, Felsővisó (Vişeu de Sus) 32,9%, Szaplonca (Săpânţa) 32,6%, Galánta (Galanta) 32,4%, Nagymihály (Michalovce) 32,3%,
- Halmi (Halmeu) 30,7%, Kisvárda 30,3%,
- Nagyszőlős (Vynohradiv) 28,6%, Bustyaháza (Bushtyno) 28,2%, Lakompak (Lackenbach DE) 27,8%, Benedeki (Benedykivtsi) 26,9%, Szolyva (Svaliava) 26,2%, Szerednye (Serednye) 25,8%
- Ilosva (Irshava) 24,9%, Sasvár (Šaštín-Stráže SL) 24,5%, Borsa (Borşa) 24,2%, Tolcsva 23,5%, Németvágás (Poruba pod Vihorlátom SL) 23,3%, Huszt (Khust) 23,0%,
- Tokaj 21,9%, Bilke (Bilky) 21,8%, Alőr (Urişor) 21,8%, Alsókubin (Dolný Kubín SK) 21,6%, Margitta (Marghita) 21,5%, Alsókálinfalva (Kalini) 21,5%, Királyhelmec (Kráľovský Chlmec) 21,0%, Héthárs (Lipany SK) 20,7%, Balassagyarmat 20,6%, Kabold (Kobersdorf DE) 20,2%, Girált (Giraltovce SK) 20,0%,
- Alsóróna (Rona de Jos) 19,8%, Ökörmező (Mizhhir'ya) 19,7%, Mád 19,4%, Bodrogkeresztúr 19,3%, Érmihályfalva (Valea lui Mihai) 19,2%, Havasmező (Poienile de sub Munte) 19,2%, Bethlen (Beclean) 19,0%, Mátészalka 19,0%, Abaújszántó 19,0%,
- Nyírbátor 18,8%, Sopronkeresztúr (Deutschkreutz DE) 18,6% {Tzelem}, Bonyhád 17,8%, Bözödújfalu (Bezidu Nou) 17,7%, Ilonca (Ilnici) 17,7%, Naszód (Năsăud) 16,7%,
- Encs 15,7%, Balatonboglár 15,4% N, Tab 15,3%, Boldogasszony (Frauenkirchen DE) 15,1%, Szerencs 15,1%,
- Técső (Tiachiv) 14,8%, Alsóvisó (Viseu de Jos) 14,6%, Olaszliszka 14,4%, Alsószinevér (Sinevir) 14,3%, Alsólendva (Lendava) 14,0%,
- Tapolca 13,8% N, Keszthely 13,8%, Nagymarton (Mattersdorf DE) 13,5%, Fehérgyarmat 13,4%, Alsóapsa (Apşa de Jos) 13,4%, Aszód 13,3%,
- Jánosháza 12,7%, Rahó (Rakhiv) 12,3%, Nyírtass 12,2%,
- Sajószentpéter 11,9%, Csáktornya (Čakovec) 11,9%,Nagyatád 11,6%, Szentgotthárd 11,6%, Siófok 11,5%, Nagykálló 11,3%, Beled 11,3%, Nagysurány (Šurany) 11,2%, Erdőbénye 11,1%, Sárospatak 11,0%
- Zalaszentgrót 10,9%, Párkány (Štúrovo) 10,7% , Szécsény 10,7%, Iza (Iza) 10,7%, Nagymegyer (Veľký Meder) 10,6%, Barcs 10,3%,
- Tiszalök 9,9%, Újfehértó 9,8% {Ratzfert}, Hőgyész 9,7%, Csorna 9,7%, Dombóvár 9,6%, Vámosmikola 9,2%, Büdszentmihály (ma Tiszavasvári része) 9,1%,
- Tarcal 8,9%, Körmend 8,8%, Muraszombat (Murska Sobota) 8,5%, Sárvár 8,3%, Marcali 8,3%, Edelény 8,3%, Visk (Vishkovo) 8,1%, Fülek (Fiľakovo) 8,0%,
- Tata 7,9%, Tállya 7,7%, Nagyecsed 7,6%, Eszék (Osijek, HR) 7,5%, Salgótarján 7,4%, Balatonfüred 7,4%, Hatvan 7,2%, Sárbogárd 7,2%, Devecser 7,1%, Moson ( Mosonmagyaróvár része) 7,1%, Városszalónak (Stadtschlaining DE) 7,1%,
- Tiszafüred 6,8%, Pacsa 6,8%, Belovár (Bjelovar HR) 6,8%, Rohonc (Rechnitz DE) 6,3%, Pécel 6,2%, Vámospércs 6,2%,
- Kapuvár 5,9%, Rákosszentmihály (ma Budapest része) 5,9%, Hajdúsámson 5,7%, Mohács 5,6%, Tamási 5,6%, Kapronca (Koprivnica HR) 5,6%, Kispest (ma Budapest része) 5,5%, Vasvár 5,5%, Pozsega (Požega HR) 5,5%, Bród (Slavonski Brod HR) 5,5%, Zágráb (Zagreb HR) 5,4%, Tarpa 5,2%, Kalocsa 5,1% N, Sziszek (Sisak], HR) 5,0%.

Vármegyék, ahol a zsidó lakosság aránya elérte a 4%-ot:
- Máramaros 18,4%, Bereg 14,2%, Ugocsa 12,9%, Ung 10,9%,
- Zemplén 9,6%, Szabolcs 7,9%, Szatmár 7,4%, Sáros 7,1%, Abaúj-Torna 7,1%,
- Bihar 6,4%, Hajdú 6,0%, Pozsony 5,8%, Beszterce-Naszód 5,7%, Nyitra 5,0%, Szolnok-Doboka 5,1%,
- Szilágy 4,3%, Kolozs 4,3%, Szepes 4,3%.

#### 1919–1944
Az 1920. évi XXV. törvénycikk, a numerus clausus meghatározta az egyes magyarországi „népfajokhoz és nemzetiségekhez” tartozó egyetemi hallgatók maximális arányát, figyelemmel azok arányára a teljes magyarországi lakosságban. A zsidó vallású egyetemisták aránya ezt követően 10–12%-ra esett vissza a háború előtti 30–34%-ról. Az intézkedés egyértelműen a magyarországi zsidóság ellen irányult, de az egyéb nemzetiségek fejlődését is hátráltatta. Ez a törvény nyitotta meg az első világháború utáni időszak Európájában a zsidók ellen irányuló törvények sorát, hiszen bár a „zsidó” megjelölés a törvényben sehol sem szerepel, a „népfajok arányairól” szóló kitétel egyértelműen a zsidó jelentkezőket érintette hátrányosan.
A Bethlen-konszolidáció idején a törvényt módosították az etnikai szempontok helyébe szociálisat léptetve.
Az 1920-as évek elején élénk vita bontakozott ki a (főleg) budapesti zsidóság körében, hogy részt vegyenek-e a politikában, és ha igen, miképpen. A vita egyik fejezeteként 1922-ben Székely Ferenc, a pesti hitközség akkori vezetője belépett a kormányt kívülről támogató Nemzeti Polgári Pártba, s vele hívei egy része is, mint például Chorin Ferenc, a Horthy-korszak egyik legbefolyásosabb üzletembere. A Székellyel és körével szemben felsorakozók egy része a Vázsonyi Vilmos fémjelezte Nemzeti Demokrata Polgári Párthoz csatlakozott, vagy Sándor Pálhoz hasonlóan egy ideig pártokon kívül maradt, de valamely oldalhoz közel (Sándor Vázsonyiék pártonkívüli jelöltjeként indult több választáson). A soron következő hitközségi választásokon aztán Székelyt leszavazták, majd a Nemzeti Demokrata Polgári Párt (NDPP) 1925 körüli szétesésével véglegesen a Sándor–Vázsonyi-féle vonal lett a meghatározó. Volt még egy kísérlet Ehrlich G. Gusztáv részéről egy „zsidópárt” létrehozására, ez azonban sohasem valósult meg; az 1928-as hitközségi választásokon csupán mintegy 5%-os eredményt tudott elérni gondolataival. Vázsonyi halála után, 1926-ban az NDPP egyesült a Rassay Károly-féle Független Kisgazda, Földműves és Polgári Párttal, létrehozva a Független Nemzeti Demokrata Pártot (FNDP – avagy Egyesült Balpárt). Ez 1928-ban szétesett, Sándor Pál az ebből született Nemzeti Szabadelvű Párthoz (később Polgári Szabadságpárt) csatlakozott, aminek képviseletében haláláig országgyűlési képviselő maradt. Az FNDP másik része Vázsonyi János vezetésével visszavette a Nemzeti Demokrata Polgári Párt nevet, de a szabadelvűekhez mérve kis párt maradt. Mindketten elsősorban a budapesti zsidóság bizalmát élvezték, máshol gyakorlatilag nem is indultak, s legnagyobb sikerüket akkor érték el (1935), amikor közös választási listát állítottak Szabadelvű és Demokratikus Ellenzék néven.
A magyar zsidóság helyzetének romlása Hitler németországi hatalomra jutása után öt évvel kezdődött igazából. Magyarországon a parlament 1938-tól kezdve több antiszemita jogszabályt, úgynevezett zsidótörvényeket hozott, amelyek fokozatosan megfosztották a zsidó lakosságot az állampolgári jogaiktól. Ez részben a honi és a külföldi, egyre erősödő antiszemita erők nyomására történt, azonban szerepet játszottak benne reálpolitikai megfontolások is, nevezetesen a fenyegető német befolyásnak való kényszerű megfelelés. A zsidó lakosságot az állampolgári jogaiktól megfosztó törvényeket például a főrabbi egyetértésével hozták: ha ugyanis Magyarország nem szigorít a (Hitler szerint) engedékeny zsidótörvényein, az megszállással fenyegette volna – ami a zsidóság tömeges deportálását vonta volna maga után. Így sikerült ezt egészen 1944-ig elkerülni.
Az áldozatoknak a lakosság egy része is segített: egyes plébániák hamis keresztlevelek kiállításával segítették a jogfosztottakat, amivel jelentős kockázatot vállaltak, és számosan rejtegettek menekülő zsidókat a háború évei alatt, elsősorban Budapesten.
A magyarországi zsidóellenes politika már 1944 előtt is több tízezer áldozatot követelt. Ezzel együtt 1944-ig a magyarországi zsidók többségét még nem fenyegette közvetlen életveszély, bár ez magán az üldözés tényén nem változtat. A magyar zsidóság asszimilációját is derékbe törte a hivatalos szintre emelt antiszemitizmus, diszkrimináció és megbélyegzés, amely 1944–1945 között a holokauszt vészkorszakába torkollott.
Már 1941-ben Magyarországról zsidókat deportáltak Kamenyec-Podolszkijba, ahol tömegesen legyilkolták őket. Ezt követően 1944-ig viszont nem deportálták a hazai zsidóságot Auschwitzba és más haláltáborokba. Ellenben több tízezer zsidót munkaszolgálatra hívtak be, akiknek többségét a Don-kanyarban meggyilkolták a magyar keretlegények aktív közreműködésével. Ám Horthy és a magyarországi németbarát tisztikar nem fejtett ki ellenállást. Csak 1943-ban, Németország várható vereségének hatására kezdték el Horthyék az átállást tervezgetni, Magyarországot azonban 1944. március 19-én német csapatok szállták meg. Kállayt leváltották, utóda Sztójay Döme lett, aki hűségesen kiszolgálta a megszállókat.1944 áprilisában Adolf Eichmann és maroknyi csapata a magyar hatóságok hatékony segítségével – mintegy 200 ezren (csendőrök, rendőrök, államhivatalnokok, vasutasok és mások) vettek részt közvetlenül a deportálásokban – hat hét alatt több mint 425 000 embert szállítottak Auschwitzba és más haláltáborokba, ahol 90%-ukat megölték.

#### Magyarországi holokauszt

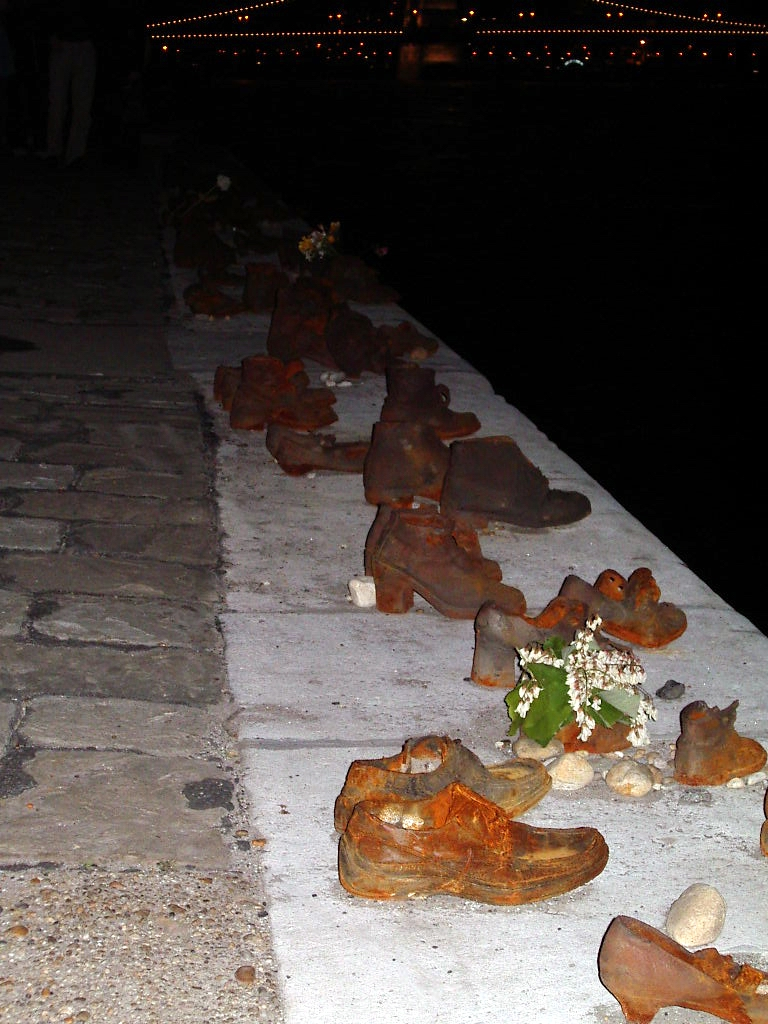
Cipők a Dunaparton, Holokauszt-emlékmű a 60. évfordulóra (2005), Pauer Gyula és Can Togay alkotása

A holokauszt az európai zsidóság nagy részének tervszerű meggyilkolását jelentette, amit a náci Németország folytatott elsősorban a koncentrációs táborokban (haláltáborok).
1941 nyarán a magyar hatóságok közreműködésével 16–18 ezer „hontalan”, „rendezetlen állampolgárságú” zsidó származású személyt a Németország által megszállt Galíciába toloncoltak ki embertelen körülmények között (marhavagonokban, szinte mindenféle ellátás nélkül szállítva őket). Az állítólagos cél a „hontalanoknak” a részben magyar csapatok által megszállt Ukrajnába való áttelepítése lett volna. A kitoloncoltak nagy részét azonban 1941. augusztus végén a Kamjanec-Pogyilszkij mellett állomásozó SS-alakulatok és ukrán milicisták lemészárolták. 2–3 ezer főnek sikerült csak visszamenekülnie Magyarországra. A német hatóságok ellenzésének és a magyar közvélemény nyomásának hatására a további kitoloncolásokat augusztus 8-án, a mészárlás megkezdése előtt három héttel leállították. Ez volt a holokauszt első olyan tömeggyilkossága, amelyben az áldozatok száma ötszámjegyű volt.
A német megszállást követően Magyarországon is azonnal megkezdődött a zsidók gettókba gyűjtése, kötelezték őket a sárga csillag viselésére, végül pedig áprilisban a magyar adminisztráció és a zsidótanácsok segítségével megkezdődtek a deportálások. 1944 júliusáig 445 ezer polgárt deportáltak, közülük 437 402 személyt Auschwitz-Birkenauba. A kormány semmilyen dokumentációt nem kért róluk.
Itt megemlítendő, hogy 1944. április 10-én Rudolf Vrba és Alfréd Wetzler, két zsidó származású személy megszökött az auschwitzi koncentrációs táborból. Zsolnába eljutva felvették a kapcsolatot a helyi cionista körökkel. A pozsonyi cionista központ munkatársa április 25-én és 26-án meghallgatta őket. Ez alapján elkészült az úgynevezett Auschwitz-jegyzőkönyv, mely tájékoztatást nyújtott a táborban történtekről. Ezt eljuttatták az isztambuli, genfi, londoni és budapesti cionista körökhöz és a magyarországi zsidótanácshoz is. Az egy hónappal később deportáltak viszont nem is sejtették, hogy mi vár rájuk. Vrba és Wetzler következtetése szerint így az általuk készített jegyzőkönyvet a fenti szervezetek elhallgatták. Fentieket megerősítette a budapesti születésű Ernest Stein cionista ellenálló is. Elmondása szerint Kasztner Rudolf cionista vezető Adolf Eichmann-nal 1,5 millió dolláros egyezséget kötött 1685 zsidó származású személy kiváltása érdekében (köztük voltak családtagjai, barátai, írók, művészek, rabbik, cionista vezetők). Az általa szervezett „Kasztner-vonat” 1944. június 30-án hagyta el Budapestet, és utasai bergen-belseni kitérővel épségben megérkeztek Svájcba. Stein állítása szerint Kasztner a fenti egyezségre való tekintettel nem volt hajlandó továbbítani a jegyzőkönyvet. Egyes források szerint a zsidótanács szintén elhallgatta a birtokában lévő információkat, és csak június közepe után juttatták el a jegyzőkönyvet a kormánynak, az egyházi vezetőknek és Horthynak is. Más források szerint azonban május közepére már Horthyhoz és a történelmi egyházak vezetőihez is eljutott a jegyzőkönyv magyar fordítása. Ugyanakkor a zsidók kiirtásának tényéről a magyar vezetés nem az Auschwitz-jegyzőkönyvekből értesült, hanem legkésőbb 1942-ben tudtak az eseményekről. 1942 októberében már kormányközeli újságírók körében is ismertek voltak az események. 1942. október 7-én a belügyminisztériumba érkezett jelentés egyértelműen beszámol a lengyel zsidók kiirtásáról. Horthy 1943. május 7-i dátummal Hitlernek küldött levelének nyersfogalmazványában szerepel a következő mondat: „Excellenciád további szemrehányása volt, hogy a kormány a zsidók kiirtásának keresztülvitelében nem járt el ugyanolyan mélyrehatóan, mint az Németországban történt, és ahogyan az a többi országban is kívánatosnak látszik.”
A normandiai partraszállás, az erősödő külföldi nyomás, valamint – egyes vélemények szerint – az Auschwitz-jegyzőkönyv hatására Horthy június végén le akarta váltani a deportálásokat szervező Baky László és Endre László belügyi államtitkárokat, és a koronatanácson június 26-án javasolta a transzportok leállítását. Ezek azonban folytatódtak, amíg a kormányzó parancsára a hozzá lojális katonai erők – Koszorús Ferenc vezérkari ezredes vezetésével – 1944. július 6-án meg nem akadályozták Baky úgynevezett „csendőrpuccsát”; Horthy ekkor tiltotta meg a budapesti zsidóság deportálását.
A nyilas hatalomátvétel (1944. október 15.) idejére az országban Budapesten kívül már csak a munkaszolgálatos századokban voltak zsidók, vidékről szinte valmennyiüket deportálták és meggyilkolták. A fővárosban körülbelül 200 ezer, a munkaszolgálatos századokban körülbelül 100 ezer férfi várta rettegve, mit hoz a nyilas uralom. A Szálasi-kabinet a végsőkig elkötelezte Magyarországot a német szövetség és a háború folytatása mellett, így német kérésre 50 ezer zsidó személyt deportáltak, a maradék fővárosi zsidóságot pedig gettóba zárták, ahol ezreket gyilkoltak meg. Budapesten körülbelül nyolcezer zsidó személyt gyilkoltak meg, további mintegy kilencezer üldözött a bombázás, az éhezés, a betegségek következtében halt meg vagy öngyilkos lett.
1944–45-ben a magyar zsidóságnak kb. 70%-át, mintegy 600 000 embert gyilkoltak meg (Az 1941-es népszámlálás 861 ezerre tette a zsidónak minősülő, azaz legalább két izraelita nagyszülővel rendelkezők számát, és ezen belül 725 ezer izraelita vallásút talált. A túlélők számát pedig 255 ezerre lehet tenni.) A zsidónak nyilvánított családokat, zömében időseket, nőket és gyerekeket (a férfiak nagy része munkaszolgálatos volt a fronton) tehervagonokban külföldre deportálták főleg Auschwitz és Dachau haláltáborába, ahol kínhalál várt rájuk. A Kárpát-medencei zsidó származású lakosság a Budapesten és a Romániához tartozó Dél-Erdélyben lakók kivételével gyakorlatilag teljes számban halálát lelte (vagyis a mai Magyarország Budapesten kívüli területein, valamint az Észak-Erdélyben, Kárpátalján, Felvidéken és Délvidéken lakók). A fővárosiaknak mintegy a fele, több mint 100 000 ember vesztette életét külföldi haláltáborokban vagy a budapesti nyilas terror alatt. A budapesti zsidóság másik része életben maradása elsősorban a szervezett és spontán mentőakcióknak tulajdonítható. Az üldözöttek elrejtésében, menekítésében több külföldi diplomata (Raoul Wallenberg svéd követségi munkatárs és Carl Lutz, Svájc nagykövete) és a magyar lakosság egy része is részt vett.

#### 1945 után
A holokausztot túlélők egy része Izraelbe vagy az Amerikai Egyesült Államokba vándorolt, jelentős részük azonban a maradást választotta. A sztálinizmus évei alatt az ateista állami nyomás hatására visszaszorult a hitélet, a cionista-ellenes akciók folyamatossá váltak. A vallás kizárólag a szertartásokra és a mártírokra történő emlékezésre korlátozódott, a gyermekek zsidó neveltetése szinte lehetetlenné vált. A zsidóság nagy része az asszimiláció érdekében különböző stratégiákhoz folyamodott (kommunizmus, nemzetközi munkásmozgalom, elvegyülés, rejtőzködés, szakítás a tradíciókkal, stb.)
Az 1956-os forradalomban, illetve a szovjet támadást követő fegyveres szabadságharcban számos zsidó származású személy vett részt (Angyal István, Déry Tibor, Zelk Zoltán, Háy Gyula, Szirmai Ottó stb.) Antiszemita megnyilvánulásokra, pogromokra ugyan csak szórványosan került sor, de a zsidóság egy része úgy érezte, hogy itteni jövője újra veszélybe került, ezért a forradalom alatt és után kivándorló csaknem 200 000 ember jelentős része zsidó volt. A Kádár-korszak idején a magyarországi zsidóság viszonylagos nyugalomban élt. A zsidókérdés tabutémává vált. A kádári vezetés a békés, csendes asszimilációt preferálta. Ennek következtében a magyarországi zsidóság egyre jobban elvilágiasodott, nőtt a vegyes házasságok száma, a zsidó közösségekre erőteljes dezintegrálódás, a hagyományoktól való elidegenedés lett úrrá.

#### 1989 után
A rendszerváltásban a liberális és demokrata gondolkodású értelmiségi zsidók aktívan részt vettek. Kelet-Európában az első alternatív zsidó szervezet az 1988-ban Budapesten létrejött Magyar Zsidó Kulturális Egyesület volt. A rendszerváltás után az általános vallási és társadalmi fellendülés hatására a megközelítőleg 100–120 000 fős magyarországi zsidóság reneszánszáról beszélhetünk.
Egy 2017-ben készült felmérés alapján a magyarországi zsidóság több mint 80%-a Budapesten született és ott is él. Az átlagoshoz képest iskolázottabbak. A szellemi foglalkozásokban, valamint a vállalkozói szférában felülreprezentáltabb az arányuk.

#### A holokauszt máig tartó hatása
A holokauszt Magyarországon egyben a magyar nép egy részének is az elpusztítását jelentette. Fájdalmas azoknak a magyaroknak a sorsa, akik nem tudták az előírt arányú keresztény részt felmutatni a családjukban az üldöztetés elkerüléséhez. Őket a vallásuk, származásuk miatt kirekesztették abból a nemzetből, amelyhez már generációk óta tartoztak. (A többi nemzetiség tagjai – németek, szlovákok, délszlávok – is éppolyan „frissen” olvadtak be az összmagyarságba, mint ők.) Sokakra egész életükre tudathasadásos állapotot kényszerítettek ezzel, ha túlélték a holokauszt poklát. Ma ezért is nagyon érzékeny téma a magyar zsidóság hovatartozása. Az óhazához való kötődés még azoknál is gyakori, akik a háború után Izraelbe, vagy Amerikába vándoroltak, közülük sokan máig őrzik a magyarságukat is.

## Vallási élet
Magyarországon jelenleg az alábbi ismertebb zsidó felekezetek működnek:
- Magyarországi Zsidó Hitközségek Szövetsége (MAZSIHISZ)
- Egységes Magyarországi Izraelita Hitközség (EMIH, Statusquo Ante)
- Magyarországi Autonóm Orthodox Izraelita Hitközség (MAOIH)
- Szim Salom Progresszív Zsidó Hitközség
- Congregation Bét Orim Reform Zsidó Hitközség
- Dor Hadas Budapest közösség

A fentiek közül az első három tartozik a 2011. évi C. törvényből következően automatikusan elismert 14 magyarországi egyház közé.
Magyarországon több zsinagóga is működik, köztük Budapesten a Dohány utcai, amely Európa legnagyobb zsinagógája. Rajtuk kivül még elsősorban Budapesten találhatóak kisebb imaházak. (például a Teleki téri zsinagóga)
Lásd még: Magyarországi zsinagógák listája

## Oktatási intézmények
Több zsidó iskola is működik:
- Országos Rabbiképző – Zsidó Egyetem (ORZSE)
- Amerikai Alapítványi Iskola, ismertebb nevén a Wesselényi
- Anna Frank Gimnázium – Scheiber Sándor Tanintézet
- JMPoint Akadémia – Zsidó tudományok határok nélkül – eLearning alapú képzés
- Lauder Javne Zsidó Közösségi Iskola
- Bét Menáchem Héber-Magyar Általános Iskola
- Chábád Lubavics Oktatási Központ

## Nobel-díjasok
A 15 magyarnak tartott Nobel-díjas közül a következők zsidó származásúk voltakː
1. Avram Hersko (Herskó Ferenc), Kémiai Nobel-díj, 2004
2. Bárány Róbert, Orvosi Nobel-díj, 1914
3. Gábor Dénes, Fizikai Nobel-díj, 1971
4. Harsányi János, Közgazdasági Nobel-emlékdíj, 1994
5. Hevesy György, Kémiai Nobel-díj, 1943
6. Kertész Imre, Irodalmi Nobel-díj, 2002
7. Milton Friedman, Nobel-emlékdíjas, 1976
8. Polányi János, Kémiai Nobel-díj, 1986
9. Wigner Jenő, Fizikai Nobel-díj, 1963
10. Wiesel Elie, Nobel-békedíj, 1986